# Scotinella formidabilis
Espèce
Synonymes
- Phruronellus formidabilis Chamberlin & Gertsch, 1930

Scotinella formidabilis est une espèce d'araignées aranéomorphes de la famille des Phrurolithidae.

## Distribution
Cette espèce est endémique des États-Unis. Elle se rencontre en Utah et au Michigan.

## Description
Le mâle holotype mesure 2,1 mm.

## Systématique et taxinomie
Cette espèce a été décrite sous le protonyme Phruronellus formidabilis par Chamberlin et Gertsch en 1930. Elle est placée dans le genre Scotinella par Platnick et Chamé-Vázquez en 2024.

## Publication originale
- Chamberlin & Gertsch, 1930 : « On fifteen new North American spiders. » Proceedings of the Biological Society of Washington, vol. 43, p. 137-144 (texte intégral).